# Euphrasia Donnelly
Euphrasia Donnelly (Estados Unidos, 6 de junio de 1905-20 de mayo de 1963) fue una nadadora estadounidense especializada en pruebas de estilo libre, donde consiguió ser campeona olímpica en 1924 en los 4 x 100 metros.

## Carrera deportiva
En los Juegos Olímpicos de París 1924 ganó la medalla de oro en los relevos de 4 x 100 metros estilo libre, con un tiempo 4:58.8 segundos), por delante de Reino Unido (plata) y Suecia; sus compañeras de equipo fueron las nadadoras: Gertrude Ederle, Ethel Lackie y Mariechen Wehselau.